# 헤르만 하이데거

헤르만 하이데거(독일어: Hermann Heidegger, 1920년 8월 20일, 프라이부르크임브라이스가우 ~ 2020년 1월 13일, 슈테겐)은 독일의 역사가이자 장교, 
이자 철학자 마르틴 하데거 (Martin Heidegg아들이자 er)의 재산자 아들이다.